# Motor V6
Motor V6 es una configuración de motor de combustión interna en la que seis cilindros están dispuestos en dos bancadas de tres cilindros unidas por el cigüeñal debajo de estos, formando una "V". Estos pueden ser tanto de ciclo Otto, como de Diésel.

## Historia

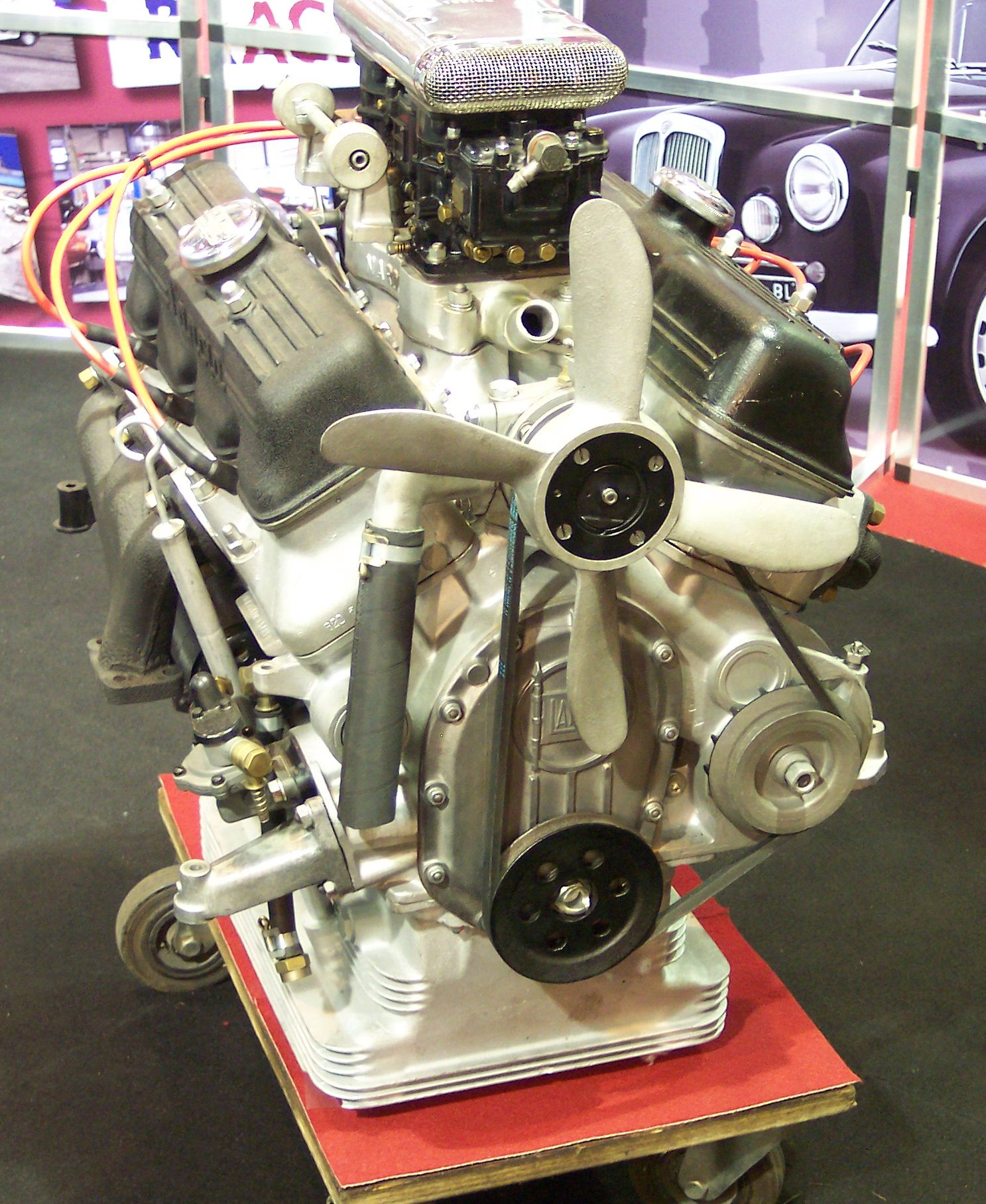
Un motor V6 de Lancia.

En el pasado, los motores de 6 cilindros en línea eran predominantes, ya que no había necesidad de producir motores compactos, dado que el diseño generalizado de los automóviles era el de tracción trasera. Los factores que más contribuyen para hacer que los V6 sean en general más adecuados que los motores de seis cilindros en línea son: la generalización del uso de la tracción delantera y la tendencia estética actual, en la que predomina el frente en forma de cuña, lo que demanda motores compactos montados generalmente en posición transversal.
En 1950, se introdujo el primer V6 en el Lancia Aurelia.

### Ángulos en "V"
El ángulo óptimo para minimizar vibraciones en motores V6 es de 60°. 
Los motores V6 con ángulo de 90° son producidos aprovechando las líneas de producción ajustadas a los motores V8, para los cuales 90° es lo más adecuado.
Los motores con ángulo estrecho son bastante compactos, pero presentan bastante vibración. Lancia lanzó un motor con esta configuración en 1924. Más recientemente el Grupo Volkswagen ha utilizado esta configuración en los motores VR6.

### Motores con ángulo diferente de 60° y de 90°
Volkswagen produjo motores denominados VR6, con ángulo entre filas de cilindros de 10.6° y también de 15°. Estos ángulos son tan estrechos que hacen a estos motores muy similares a los motores de seis cilindros en línea, con el mismo orden de encendido y el uso de una única cabeza.
Opel fabricó motores V6 con un ángulo de 54°, para ser utilizados en coches de tracción delantera.
El motor del Ferrari Dino fue inicialmente alimentado por carburadores. Un ángulo de 60° limitaba el tamaño de los mencionados carburadores y, para hacer viable su instalación, se optó por un ángulo de 65°, lo que trajo un ligero aumento de vibración.
En líneas generales se podría decir que los V6 tienen en relación con los de cuatro cilindros un mayor refinamiento, suavidad de funcionamiento y una respuesta más uniforme en cuanto a entrega de potencia. También es sabido que su longevidad mecánica suele ser superior a la de otros motores de menor número de cilindros, aunque estos últimos suelen tener menor potencia y consumo.[cita requerida]